# ديبين (برمجية)
لينكس ديبين (بالإنجليزية: Linux Deepin)‏ هي إحدى توزيعات لينكس التي بنيت في البداية على أوبونتو في أعوام 2008 إلى 2015، ثم على دبيان في أعوام 2015 إلى 2022. تخطط التوزيعة ان تصبح توزيعة مصدرية حيث تبنى من نواة لينكس مباشرة ولا تعتمد على توزيعات أخرى في بنائها. تستخدم التوزيع نفس نظام إدارة الحزم في أوبونتو (بالإنجليزية: Ubuntu)‏ ودبيان (بالإنجليزية: Debian)‏. كانت تسمى في السابق "HiweedLinux" ثم "LinuxDeepin"، وكانت مبنية على توزيعة "Morphix" ثم "Debian"، قبل أن تبنى على "Ubuntu", لكن في أواخر عام 2016 قرر مطورو الشركة العودة إلى ديبيان لكن هذه المرة النسخة الغير مستقرة "Debian Unstable" و التي تتميز بتوفير أحدث إصدارات البرامج.
هدف التوزيعة أن توفر نظام تشغيل جميل، وسهل، وسريع، ويُعتمد عليه. هي ليست فقط توفر مجموعة من أفضل البرامج الحرة، ولكنها أيضا أنشأت بيئة سطح مكتب خاصة بها تسمى بيئة سطح مكتب ديبين (بالإنجليزية: DDE, or Deepin Desktop Environment)‏، والمبنية على تقنية HTML5. لتوزيعة ديبين برامجها الخاصة وهي معدة للمستخدم العادي، وهذه البرامج مثل مركز برامج ديبين (بالإنجليزية: Deepin Software Center)‏، وموسيقى ديبين (بالإنجليزية: DMusic)‏، ومشغل ديبين (بالإنجليزية: DPlayer)‏.
تتوفر التوزيعة على مستودعات خاصة بها حيث توفر برامج عديدة غير متوفر في مستودعات ديبيان. بسبب بساطة النظام وسهولته، فإنه من الممكن أن يستخدم كبديل الأنظمة التجارية مثل ويندوز (بالإنجليزية: Windows)‏، للاستخدام المنزلي والمكتبي.
التوزيعة صينية المنشأ، وتطورها بشكلٍ أساسي شركة ووهان ديبين المحدودة (بالإنجليزية: Wuhan Deepin Technology Co.,Ltd. )‏.

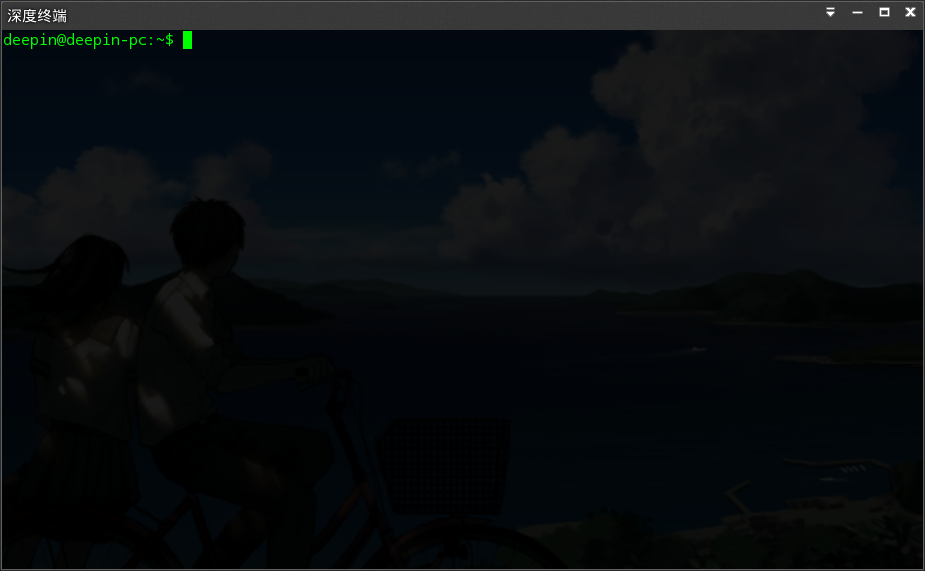
الطرفية

التوزيعة تدعم أكثر من 20 لغة، منها اللغة العربية.

## متطلبات النظام
- قرص DVD فارغ، أو ذاكرة USB مساحتها 2GB أو أكثر.
- معالج Intel Pentium 4 سرعته 2 GHz، أو أفضل.
- ذاكرة مؤقتة RAM مساحتها 1GB على الأقل، ولأفضل أداء 2GB.
- مساحة تخزينية لا تقل عن 10GB.